# Poniemoń-Pożajście (gmina)
Poniemoń-Pożajście (ok. 1913 jako Poniemoń) – dawna gmina wiejska istniejąca na przełomie XIX i XX wieku w guberni suwalskiej. Siedzibą władz gminy był Poniemoń (stanowiący do 1870 odrębną gminę miejską, od 1931 dzielnica Kowna).
Za Królestwa Polskiego gmina Poniemoń-Pożajście należała do powiatu mariampolskiego w guberni suwalskiej. W wykazie gmin z 1867 występują dwie odrębne jednostki – gmina Poniemoń i gmina Pożajście, natomiast w wykazie z 1868 funkcjonuje już zintegrowana jednostka o nazwie gmina Poniemoń-Pożajście. W Słowniku geograficznym Królestwa Polskiego istnieją rozbieżności; hasło o powiecie mariampolskim (1885) podaje nadal odrębność gmin Poniemoń i Pożajście, natomiast w hasłach o miejscowościach (np. o Poniemoniu z 1887) figuruje gmina zintegrowana (Poniemoń-Pożajście).
16 sierpnia?/28 sierpnia 1870 do gminy przyłączono pozbawiony praw miejskich Poniemoń. 
W 1913 jednostka występowała pod nazwą Poniemoń.
Po odzyskaniu niepodległości przez Polskę i Litwę powiat mariampolski na podstawie umowy suwalskiej wszedł 10 października 1920 w skład Litwy.